# Marcantonio Raimondi
Pour les articles homonymes, voir Marc-Antoine (homonymie) et Raimondi.
Marcantonio Raimondi ou parfois simplement Marc-Antoine, né vers 1480 à Sant'Andrea près de Bologne et mort vers 1534, est un orfèvre et graveur italien, connu pour être le premier graveur d'interprétation[réf. nécessaire].
Son nom francisé peut se rencontrer sous la forme « Marc Antoine Raimondi » mais cet emploi est considéré comme désuet par les critiques d'art[réf. nécessaire]. Quant à Giorgio Vasari, il l'appelait « Marcantonio Bolognese ».

## Carrière

### Ses débuts

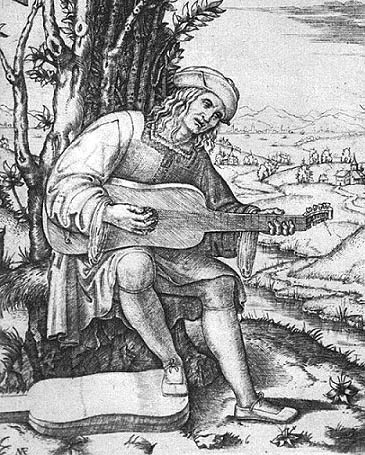
Suonatore di viola da mano (cir. 1510), gravure représentant le philosophe italien Giovanni Filoteo Achillini, d'après une peinture de Francesco Francia aujourd'hui perdue.

Marcantonio Raimondi naît vers 1480 dans un petit village proche de Bologne, en Italie. Il y reçoit une formation aux côtés de Francesco Squarcione dans l'atelier du peintre et orfèvre Francesco Raibolini, surnommé « Francia ». Sa première production datée, achevée en 1505, illustre l'histoire de Pyrame et Thisbé. Giorgio Vasari rapporte que Marcantonio montre rapidement plus d'aptitudes que Francia, et commence à concevoir et produire des « ceintures », entre autres ouvrages, en niello, un remplissage au noir d'un support d'or ou d'argent gravé[réf. nécessaire].
Marcantonio commence alors à développer de meilleures techniques pour graver de la vaisselle, aptes à la reproduction en utilisant une presse à impression. Bien que des méthodes rudimentaires de préparation des plats en série aient été utilisées par les ateliers de Vénétie, d'Émilie-Romagne, de Toscane, et de Lombardie, elles n'étaient pas capables de la complexité désirée par Marcantonio dans son travail.
De 1505 à 1511, Marcantonio grave environ 80 pièces, affichant une grande variété de thèmes, avec beaucoup de références à la mythologie païenne et d'autres illustrant des histoires et idéaux chrétiens. Ces gravures démontrent clairement l'effet de la formation de Francia, tempérée par la technique, particulièrement dans l'arrière-plan des paysages, contenant des motifs issus d'artistes allemands.

### Reproductions des gravures de Dürer
Essayant de tirer profit de son talent dans la copie, Marcantonio déménage à Venise vers 1506 et crée la même année, 69 contrefaçons en cuivre de gravures sur bois de La Vie de la Vierge originellement faites par Albrecht Dürer : il n'hésite pas en effet à signer avec le monogramme du maître allemand. Tout en transposant les xylographies de Dürer dans la technique de la gravure sur cuivre, il livre des copies très fidèles, dans le même sens de lecture que leurs modèles. Selon Vasari, à l'annonce de l'évènement, Dürer est saisi d'une telle colère qu'il se serait immédiatement rendu à Venise afin d'intenter un procès à Raimondi, à l'issue duquel il aurait seulement obtenu que le copiste soit contraint à renoncer à utiliser son monogramme. 
Des inexactitudes du récit ont été soulignées : il rattache ce procès à la copie de La Petite Passion, alors que cette dernière ne porte pas le monogramme de Dürer ; il est admis que Vasari fait là une confusion. De plus, en 1506, Dürer se trouve déjà à Venise. Selon Lisa Pon (2004), Vasari aurait exagéré, à des fins littéraires, la colère de Dürer et aurait transposé à Venise un fait qui s'est en réalité produit à Nuremberg en 1512, lorsqu'un marchand qui avait frauduleusement apposé le monogramme de Dürer sur des gravures fut contraint par le Conseil de la ville de les retirer. Il aurait aussi pu s'inspirer de l'évènement qui survint en 1475, quand Andrea Mantegna entra dans une colère noire lorsqu'il apprit qu'un graveur avait copié certaines de ses estampes. Pour Christopher Witcombe, la copie de Raimondi n'est pas antérieure à 1511.
On peut douter des intentions de contrefaçon de la part de Raimondi : il affiche sa propre signature, « MAF », sur la dernière feuille de la série et surtout, opère une modification majeure en transférant le motif sur cuivre, ce qui devait exclure tout risque de confusion entre l'original et sa copie, du moins pour des acheteurs éclairés.

### Rome

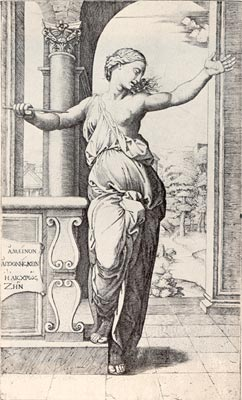
Lucrèce, épreuve d'après gravure sur cuivre (vers 1510-1511).

Vers 1510, Marcantonio voyage à Rome et entre dans le cercle des artistes entourant Raphaël. Cette influence commence à se révéler dans les gravures intitulées Les Grimpeurs, dans lesquelles il reproduit une partie de la Bataille de Cascina de Michel-Ange. Selon Giorgio Vasari, dans son recueil biographique Les Vies (1568), Raphaël décide de former Marcantonio après avoir vu une copie de sa Lucrèce mais là encore les dates permettent de douter de cette version des faits. Selon des recherches récentes (1996), Marcantonio aurait rencontré le graveur Giovanni Antonio da Brescia lors de son arrivée à Rome, ce dernier exerçant sur lui une influence notable.
Il travaille à partir des dessins préparatoires de Raphaël, dont la facture diffère des ébauches préalables à la peinture, comme dans La Prédication de saint Paul à Athènes.
Les deux créent ainsi une imprimerie, sous la charge du coloriste de Raphaël, Il Baveria. Grâce à son succès, l'établissement se transforme bientôt en une école de gravure dirigée par Marcantonio. On compte parmi ses élèves les plus brillants Marco Dente dit « Marco da Ravenna », et Agostino dei Musi dit « Agostino Veneziano ».
Par ailleurs, la gravure la plus réputée de Rembrandt, La Pièce aux cent florins, porte ce nom après que Rembrandt aurait échangé cette œuvre contre une série de gravures de Marcantonio estimées par un marchand romain à cent florins.

### Ses dernières années

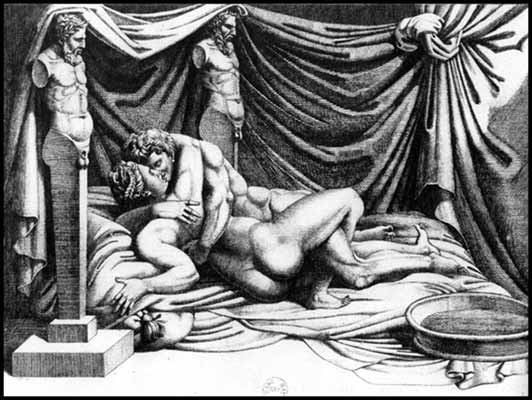
L'une des 16 gravures inspirées de Giulio Romano et produite pour illustrer les poèmes de L'Arétin (1524).

Marcantonio et ses élèves (dont Caraglio) continuent à faire des gravures basées sur le travail de Raphaël, même après sa mort en 1520.
Vers 1524, Marcantonio est brièvement emprisonné sur l'ordre du pape Clément VII pour avoir produit des gravures érotiques, telles que l'ensemble d'I Modi, d'après des dessins de Giulio Romano, le tout accompagné des sonnets de L'Arétin.
Pendant le sac de Rome en 1527, il est contraint par les Espagnols à payer une lourde rançon puis il s'enfuit dans la pauvreté. Les sources sont contradictoires et parfois inexistantes sur l'endroit exact où il vécut entre son départ de Rome et sa mort, dont la date supposée est 1534.

### Élèves
- Marco da Ravenna
- Agostino Veneziano

Influence
Grâce à ses gravures, il contribua à la diffusion de la renaissance italienne en particulier en Espagne.
C'est ainsi que le peintre Juan Soreda lui emprunte la figure de la Vierge sur le Calvaire dans un des panneaux du retable commandé en 1507 pour l'église de Luzón (Guadalajara), et actuellement conservés dans l'église de Torremocha del Pinar dans la même province. Ces panneaux, Annonciation, Visitation, Présentation au Temple et Calvaire, sont jusqu'à présent, la première production connue de Soreda.
Une deuxième référence à Raimondi se trouve dans l'un des panneaux du retable de sainte Livrade (1526 et 1528) dans la Cathédrale de Siguenza. Parmi les six tableaux consacrés à la vie de la sainte, le tableau de Sainte Livrade en Majesté est inspiré par le tableau La Vierge du nuage de Raimondi à partir d'une composition de Raphael. À l'arrière de la sainte, le bâtiment central est une réminiscence de L'École d'Athènes.